# Refuge faunique national de Grand Bay
La réserve nationale de faune de Grand Bay a été créée en 1992 en vertu de la Emergency Wetlands Resources Act de 1986 pour protéger l'une des plus grandes étendues d'habitats de savane de pins non perturbés de la région de la plaine côtière du Golfe. Le refuge est situé près de Grand Bay, en Alabama, dans le comté de Mobile, (Alabama) et dans le comté de Jackson, au Mississippi, et une fois achevé, il couvrira plus de 130 km². Le refuge fait partie du système du National Wildlife Refuge. Le gestionnaire du complexe du refuge administre également le refuge faunique national du Mississippi Sandhill Crane et le refuge faunique national Bon Secour. L'accès aux terrains du refuge (en particulier les parties intérieures) est limité, mais est disponible principalement du côté Mississippi et par bateau.

## Habitat

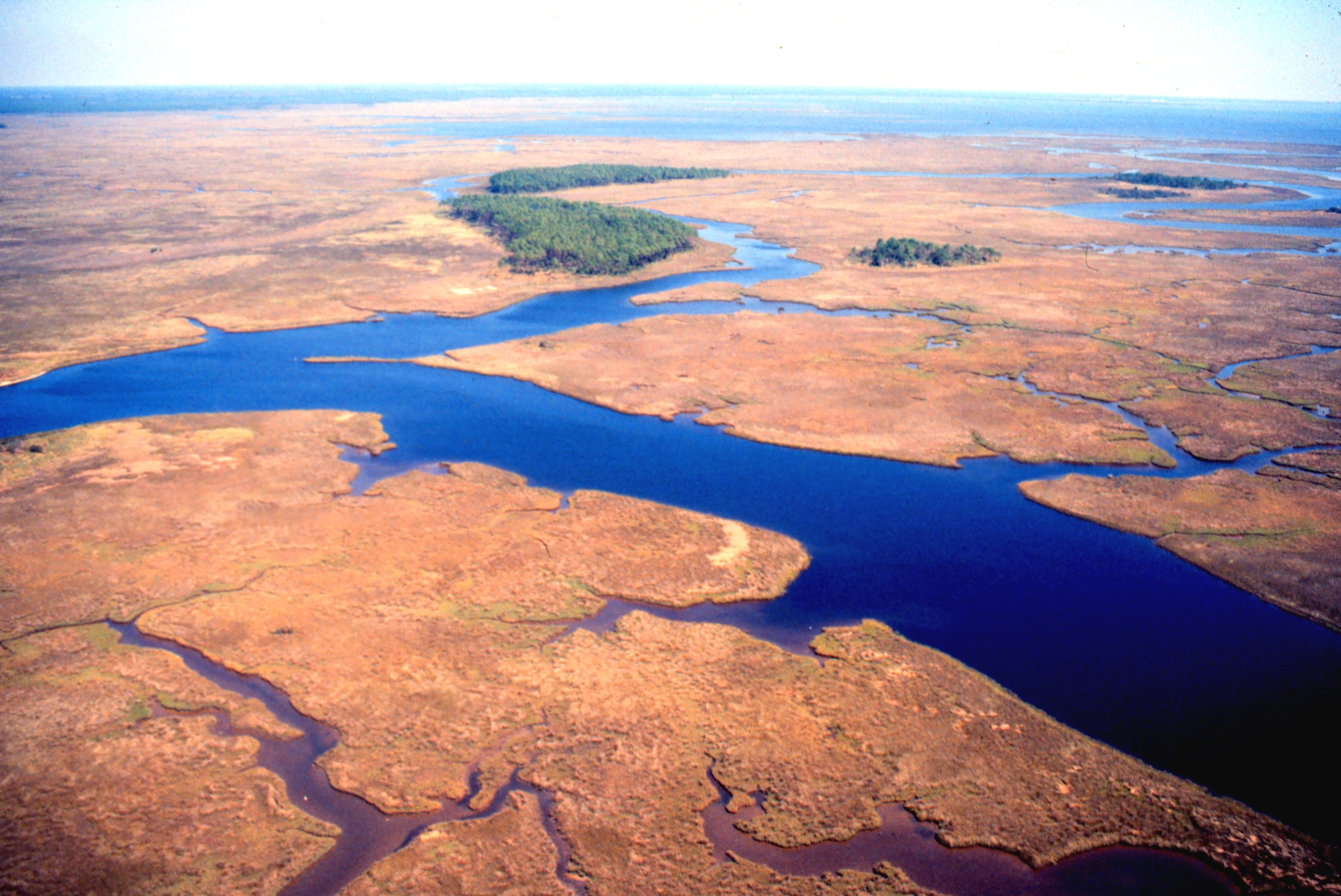
Est sur Bayou Cumbest à l'est montrant des îles de pins maritimes sur Crooked Bayou

L'habitat est varié et comprend la savane humide de pins, la forêt maritime, les vasières, les zones humides non maréales, les marais salants, les baies et les bayous.

## Faune et flore
Les différentes parties du refuge offrent un habitat convenable à de nombreuses espèces d'oiseaux migrateurs et résidents. Ceux-ci incluent le tangara écarlate, la fauvette à gorge noire, le Tohi à flancs roux, le moqueur chat, le bruant peint et le viréo aux yeux blancs.
Neuf espèces de plantes carnivores dont la sarracénie, la grassette et la droséra sont présentes dans la réserve. Ces plantes ont des modifications qui leur permettent d'attraper des insectes qui fournissent l'azote dont ils ont besoin et qui est déficient dans leur habitat marécageux.